# Derby d’Italia

Als Derby d’Italia (deutsch Italien-Derby bzw. Derby Italiens) wird in der italienischen Landessprache das Derby zwischen den Herrenprofimannschaften von Juventus Turin (Juventus FC) und Inter Mailand (FC Internazionale Milano) bezeichnet. Das Aufeinandertreffen der beiden national und international erfolgreichen Klubs gilt als eines der bedeutendsten Duelle des italienischen Fußballs.

## Geschichte

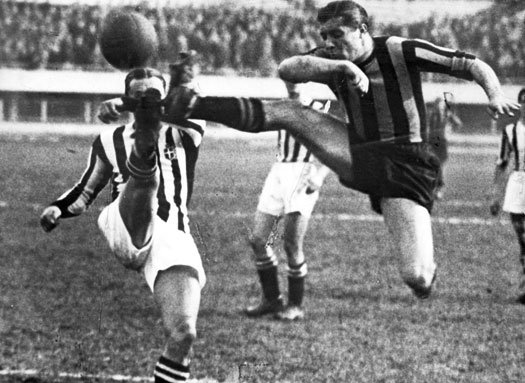
Spielszene aus dem Derby d’Italia um 1933

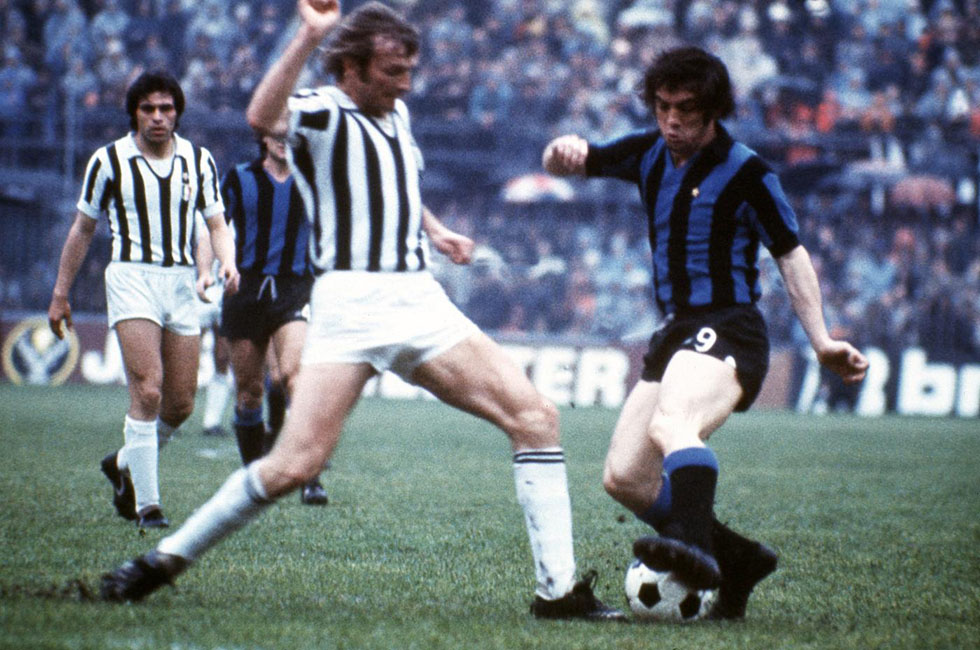
Spielszene aus dem Derby d’Italia von 1974

Der Begriff des Derby d’Italia entstand in den späten 1960er Jahren, als Juventus Turin in der Saison 1966/67 mit einem Punkt Vorsprung vor dem international erfolgreichen Inter Mailand Meister wurde. Infolgedessen wurde der Begriff vom Journalisten Gianni Brera kreiert. Zurückzuführen ist Breras Gedanke auf die Dominanz der beiden Mannschaften in den Jahren nach der Gründung der Liga. Gestärkt wurde der Begriff durch die Tatsache, dass Juventus und Inter bis zum Zwangsabstieg Juves infolge des Manipulationsskandals 2006 die einzigen Vereine waren, die durchgängig in der Serie A spielten.
Zwischen 2006 und 2010 war Inter die erfolgreichere Mannschaft und gewann fünf Meisterschaften in Folge. Es folgten mit Beginn der Saison 2011/12 neun Titel in Folge für Juve und in jüngerer Vergangenheit zwei Meisterschaften für Inter.

## Statistik

### Bilanz
| Wettbewerb                                       | Spiele | Siege Juventus Turin | Unentschieden | Siege Inter Mailand | Tordifferenz |
| ------------------------------------------------ | ------ | -------------------- | ------------- | ------------------- | ------------ |
| Meisterschaft (Serie A und Vorgängerwettbewerbe) | 211    | 96                   | 54            | 61                  | 300:259      |
| Campionato Alta Italia                           | 2      | 1                    | 0             | 1                   | 2:2          |
| Pokal                                            | 36     | 15                   | 9             | 12                  | 53:45        |
| Supercup                                         | 2      | 0                    | 0             | 2                   | 1:3          |
| Trofeo Picchi                                    | 1      | 0                    | 0             | 1                   | 1:3          |
| Mitropapokal                                     | 1      | 1                    | 0             | 0                   | 1:0          |
| Gesamt (Pflichtspiele)                           | 253    | 113                  | 63            | 77                  | 358:312      |
| Stand: 16. Februar 2025                          |        |                      |               |                     |              |

### Titelvergleich
| Juventus Turin | Wettbewerb                                            | Inter Mailand |
| 36 1905, 1925/26, 1930/31, 1931/32, 1932/33, 1933/34, 1934/35, 1949/50, 1951/52, 1957/58, 1959/60, 1960/61, 1966/67, 1971/72, 1972/73, 1974/75, 1976/77, 1977/78, 1980/81, 1981/82, 1983/84, 1985/86, 1994/95, 1996/97, 1997/98, 2001/02, 2002/03, 2011/12, 2012/13, 2013/14, 2014/15, 2015/16, 2016/17, 2017/18, 2018/19, 2019/20 | Italienische Meisterschaft                            | 20 1909/10, 1919/20, 1929/30, 1937/38, 1939/40, 1952/53, 1953/54, 1962/63, 1964/65, 1965/66, 1970/71, 1979/80, 1988/89, 2005/06, 2006/07, 2007/08, 2008/09, 2009/10, 2020/21, 2023/24 |
| 14 1937/38, 1941/42, 1958/59, 1959/60, 1964/65, 1978/79, 1982/83, 1989/90, 1994/95, 2014/15, 2015/16, 2016/17, 2017/18, 2020/21 | Italienischer Pokal                                   | 9 1938/39, 1977/78, 1981/82, 2004/05, 2005/06, 2009/10, 2010/11, 2021/22, 2022/23 |
| 9 1995, 1997, 2002, 2003, 2012, 2013, 2015, 2018, 2020 | Italienischer Supercup                                | 8 1989, 2005, 2006, 2008, 2010, 2021, 2022, 2023 |
| 2 1984/85, 1995/96 | Europapokal der Landesmeister / UEFA Champions League | 3 1963/64, 1964/65, 2009/10 |
| 1 1983/84 | Europapokal der Pokalsieger                           | – |
| 3 1976/77, 1989/90, 1992/93 | UEFA-Pokal / UEFA Europa League                       | 3 1990/91, 1993/94, 1997/98 |
| 2 1984, 1996 | UEFA Super Cup                                        | – |
| 2 1985, 1996 | Weltpokal                                             | 2 1964, 1965 |
| – | FIFA-Klub-Weltmeisterschaft                           | 1 2010 |

### Torschützen
Die folgende Tabelle zeigt die Spieler, die in den Pflichtspielen des Derby d’Italia mindestens 4 Tore erzielt haben.
| Rang | Name                 | Verein                                | Tore |
| ---- | -------------------- | ------------------------------------- | ---- |
| 1    | Roberto Boninsegna   | Inter Mailand (9), Juventus Turin (3) | 12   |
| 1    | Giuseppe Meazza      | Inter Mailand                         | 12   |
| 1    | Omar Sívori          | Juventus Turin                        | 12   |
| 4    | Alessandro Del Piero | Juventus Turin                        | 10   |
| 5    | Pietro Anastasi      | Juventus Turin                        | 9    |
| 6    | Alessandro Altobelli | Inter Mailand                         | 8    |
| 6    | Benito Lorenzi       | Inter Mailand                         | 8    |
| 8    | Roberto Baggio       | Juventus Turin                        | 7    |
| 8    | Giampiero Boniperti  | Juventus Turin                        | 7    |
| 8    | Julio Cruz           | Inter Mailand                         | 7    |
| 11   | Roberto Bettega      | Juventus Turin                        | 5    |
| 11   | Mauro Icardi         | Inter Mailand                         | 5    |
| 11   | Sandro Mazzola       | Inter Mailand                         | 5    |
| 14   | Juan Cuadrado        | Juventus Turin                        | 4    |
| 14   | Paulo Dybala         | Juventus Turin                        | 4    |
| 14   | Lautaro Martínez     | Inter Mailand                         | 4    |
| 14   | Álvaro Morata        | Juventus Turin                        | 4    |
| 14   | Ivan Perišić         | Inter Mailand                         | 4    |
| 14   | Michel Platini       | Juventus Turin                        | 4    |
| 14   | Cristiano Ronaldo    | Juventus Turin                        | 4    |
| 14   | Arturo Vidal         | Juventus Turin (3), Inter Mailand (1) | 4    |
| 14   | Christian Vieri      | Inter Mailand                         | 4    |